# Glutamate monosodique
Pour les articles homonymes, voir GMS et MSG.
Le glutamate monosodique, également connu sous le nom de glutamate de sodium, monosodium glutamate, GMS ou MSG, est le sel sodique de l'acide glutamique, l’un des acides aminés non essentiels les plus abondants dans la nature. La FDA (organisme américain de surveillance des aliments et des médicaments) a classé le GMS comme « GRAS », généralement reconnu inoffensif, et l'Union européenne l'a classé comme additif alimentaire. Il possède le numéro E621. Le glutamate du GMS confère le même goût umami que le glutamate issu d'autres aliments.
Les fabricants de produits alimentaires commercialisent et utilisent le GMS comme exhausteur de goût car il équilibre, mélange et arrondit la perception globale des autres goûts,.
Les dénominations commerciales du glutamate monosodique comprennent AJI-NO-MOTO, Vetsin et Ac'cent!

## Découverte
C’est en 1908 que le professeur Kikunae Ikeda isola dans l’algue Saccharina japonica, kombu, l’acide glutamique par extraction aqueuse et cristallisation puis appela son goût « umami ». Il avait remarqué que le bouillon japonais de katsuobushi et de kombu avait un goût particulier qui n’avait pas encore été décrit scientifiquement et qui n’était ni sucré, ni salé, ni acide, ni amer. Pour vérifier que l’acide glutamique ionisé était responsable du goût umami, le professeur Ikeda étudia les propriétés gustatives de plusieurs sels de glutamate tels que le glutamate de calcium, de potassium, d’ammonium et de magnésium. Tous les sels ont engendré l’umami, en plus d’un certain goût métallique dû aux autres minéraux. Parmi ces sels, le glutamate de sodium était le plus soluble et le plus savoureux, et se cristallisait facilement. Le professeur Ikeda a appelé ce produit glutamate monosodique et a soumis un brevet pour produire le GMS. Les frères Suzuki lancèrent la production commerciale de GMS en 1909 sous le nom d’ AJI-NO-MOTO, qui signifie « Essence du goût » en japonais ; c'était la première fois que du glutamate monosodique était produit dans le monde,,.

## Production et propriétés chimiques
Depuis le début de sa commercialisation, le GMS a été produit grâce à trois méthodes :
1. Hydrolyse de protéines végétales avec de l’acide chlorhydrique pour rompre les liaisons peptidiques (1909-1962) ;
2. Synthèse chimique directe avec de l’acrylonitrile (1962-1973) ;
3. Fermentation bactérienne, méthode actuelle[13].

Initialement, le gluten de blé était utilisé pour l’hydrolyse car il contient plus de 30 g de glutamate et de glutamine dans 100 g de protéine. Mais, pour faire face à la demande croissante, la production de GMS a augmenté et de nouveaux processus de production ont été étudiés : synthèse chimique et fermentation. L’industrie de la fibre polyacrylique débuta au Japon au milieu des années 1950 et l'acrylonitrile a alors été adopté comme matière de base pour synthétiser le GMS.
Actuellement, la majorité de la production mondiale de GMS se fait par fermentation bactérienne avec un processus similaire à celui du vin, du vinaigre, des yaourts et du chocolat. Du sodium est ajouté plus tard lors de l’étape de neutralisation. Pendant la fermentation, des bactéries sélectionnées (bactéries corynéformes) sont mises en culture avec de l’ammoniac et des glucides issus de betteraves sucrières, cannes à sucre, tapioca ou mélasse, excrètent des acides aminés dans le bouillon de culture dans lequel le L-glutamate est isolé. Kyowa Hakko Kogyo Co Ltd a développé la première fermentation industrielle pour produire du L-glutamate. De nos jours, le rendement et la vitesse de production de la conversion des sucres en glutamate continuent d’améliorer la production industrielle de GMS, ce qui permet de faire face à la demande. Après filtration, concentration, acidification et cristallisation, le produit final est du glutamate de sodium et de l’eau. Ce produit présenté sous forme de poudre cristalline blanche inodore qui, en solution, se dissocie en glutamate et sodium. Il est facilement soluble dans l’eau, mais n’est pas hygroscopique et est presque insoluble dans les solvants organiques communs tels que l'éther. En général, le GMS est stable dans les conditions de transformation des aliments habituelles. Lorsqu’on le cuisine, il ne se décompose pas, mais un brunissement ou des réactions de Maillard se produiront en présence de sucres à température élevée, comme les autres acides aminés.

## Utilisation

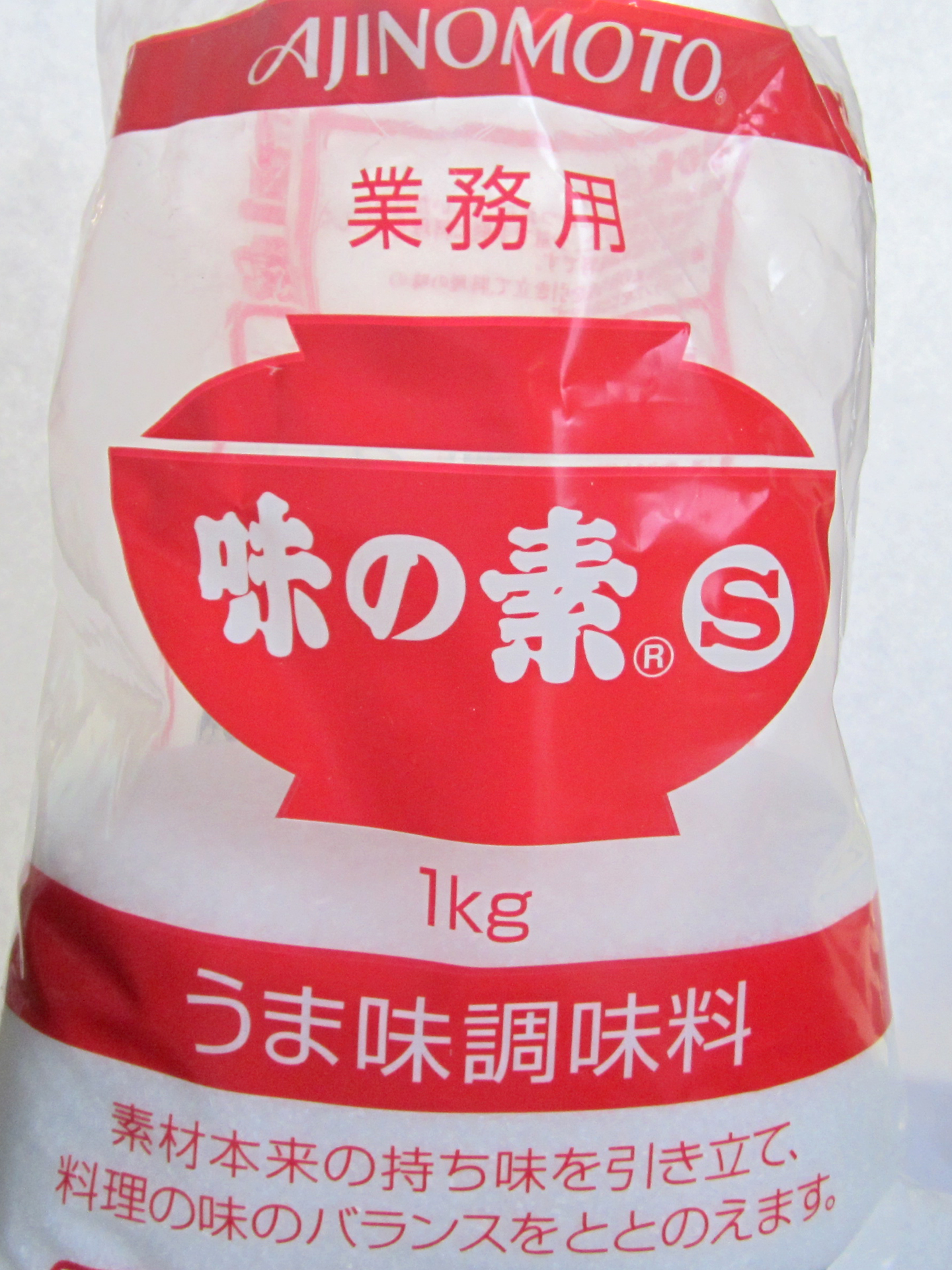
Un sac d'un kilogramme de glutamate monosodique de marque Ajinomoto.

Le glutamate monosodique est l’une des formes de l’acide glutamique présente dans les aliments, principalement parce que l’acide glutamique, qui est un acide aminé, est omniprésent dans la nature. L’acide glutamique et ses sels peuvent également être présents dans un grand nombre d’autres additifs, dont les protéines végétales hydrolysées, la levure autolysée, la levure hydrolysée, l'extrait de levure, les extraits de soja et l’isolat de protéine, qui doivent être étiquetés avec ces dénominations communes et habituelles. Depuis 1998, le GMS ne peut être inclus dans le terme « épices et assaisonnements ». Les additifs alimentaires inosinate disodique et guanylate disodique, qui sont des ribonucléotides, sont généralement utilisés en synergie avec des ingrédients contenant du glutamate monosodique. Cependant, le terme « arôme naturel » est à présent utilisé dans l’industrie alimentaire lorsque de l’acide glutamique (glutamate monosodique sans sel sodique fixé) est utilisé. En raison d’une réglementation insuffisante de la FDA, il est impossible de déterminer quel pourcentage d’« arôme naturel » représente en fait l’acide glutamique.
Le glutamate monosodique est utilisé depuis plus de 100 ans pour assaisonner les aliments. Le GMS pur n’a pas un goût agréable s’il n’est pas associé à une odeur savoureuse.
En tant qu’arôme et dans la bonne proportion, le GMS peut améliorer d’autres composants actifs du goût équilibrant et arrondissant le goût global de certains plats. Il se marie bien avec la viande, le poisson, la volaille, de nombreux légumes, les sauces, les soupes et les marinades, et augmente la préférence globale de certains aliments tels que le consommé de bœuf. Mais tout comme d’autres goûts basiques (à l’exception du saccharose), le GMS n'améliore le goût que lorsque la quantité est appropriée. Une quantité excessive gâche rapidement la saveur d’un plat. Bien que cette concentration varie selon le type d’aliment, dans une soupe claire, le score de plaisir chute rapidement s’il y a plus de 1 g de GMS pour 100 mL de liquide.
En outre, il existe une interaction entre le GMS et le sel (chlorure de sodium) et d’autres substances de l’umami telles que les nucléotides. Tout doit être dans une concentration optimale pour obtenir une sapidité maximale. Grâce à ces propriétés, le GMS peut être utilisé pour réduire l’apport en sel (sodium), qui prédispose à l’hypertension artérielle, aux maladies cardiaques et à l’AVC. Le goût des aliments pauvres en sel s’améliore avec le GMS, même avec une réduction en sel de 30 %. La teneur en sodium (en pourcentage de masse) du GMS est environ 3 fois inférieure (12 %) à celle du chlorure de sodium (39 %). D’autres sels du glutamate ont été utilisés dans les soupes pauvres en sel, mais avec une sapidité inférieure.

## Produits contenant du glutamate monosodique
La présence de glutamate monosodique dans un produit peut être déterminée par l'utilisation d'ingrédients qui contiennent de l'acide glutamique et qui, en solution avec des ions sodium (provenant par exemple du sel), forment du glutamate monosodique :
- les protéines végétales hydrolysées
- la levure autolysée
- la levure hydrolysée
- l'extrait de levure
- les extraits de soja
- l’isolat de protéine

La tomate et le fromage en contiennent également.

## Législation en tant qu’exhausteur de goût

### Australie et Nouvelle-Zélande
L'agence alimentaire d’Australie et de Nouvelle-Zélande, (FSANZ) cite « un nombre de preuves conséquent issues d’un grand nombre d’études scientifiques » pour démentir explicitement tout lien entre le glutamate monosodique et des « réactions indésirables graves » ou des « effets durables », déclarant le glutamate monosodique « inoffensif pour la population générale ». Cependant, ils indiquent que chez moins de 1 % de la population, les individus sensibles peuvent présenter des effets secondaires « passagers » tels que « maux de tête, engourdissement/picotements, bouffées congestives, oppressions musculaires et faiblesses généralisées » à une importante quantité de glutamate monosodique absorbée au cours d’un seul repas. Les individus qui se considèrent comme sensibles au glutamate monosodique sont encouragés à passer une évaluation clinique appropriée.
La norme 1.2.4 du code alimentaire Australien et Néo-Zélandais requiert que la présence de glutamate monosodique comme additif alimentaire soit étiquetée sur les aliments emballés. L'étiquette doit comporter le nom de la classe d’additif alimentaire (par exemple, exhausteur de goût), suivi du nom de l’additif alimentaire, GMS, ou de son numéro du système international de numérotation des additifs alimentaires (en) (SIN) number, 621.

### États-Unis
La FDA considère que des étiquettes telles que « Ne contient pas de GMS » ou « Aucun ajout de GMS » sont trompeuses si l’aliment contient des ingrédients sources de glutamate libre, tels que la protéine hydrolysée. En 1993, la FDA a proposé d’ajouter l’expression « (contient du glutamate) » aux dénominations communes ou habituelles de certains hydrolysats de protéine contenant des quantités importantes de glutamate.
Dans la version de 2004 de son livre On Food and Cooking (en), l’auteur Harold McGee (en) déclare que « après plusieurs études, des toxicologues ont conclu que le glutamate monosodique est un ingrédient inoffensif pour la plupart des individus, même lorsqu’il est absorbé en grandes quantités. »

### Union européenne
La législation européenne sur l’étiquetage concernant l'utilisation de l'acide glutamique et son sel dit qu'il doit être mentionné sur les étiquettes, par son nom ou par un numéro E. L'acide glutamique et ses sels comme additifs ont les numéros E suivants : acide glutamique : E620 ; glutamate monosodique : E621 ; glutamate monopotassique : E622 ; diglutamate de calcium : E623 ; glutamate d'ammonium : E624 ; et diglutamate de magnésium : E625. Dans l'Union européenne, ces additifs ou exhausteurs de goût ne sont pas autorisés dans le lait, les huiles et émulsion de graisse, les pâtes, le cacao et les produits chocolatés et les jus de fruits. L'UE n'a pas encore publié d'information officielle NOAEL (no observable adverse effect level) sur les effets du glutamate. Des experts ont noté que de fortes doses de 147 g/jour ne produisent pas d'effets secondaires notables chez des hommes sur 30 jours (homme de 70 kg, donc 2,1 g/kg de masse corporelle).

## Assimilation
L'acide glutamique est absorbé dans le tractus gastro-intestinal, sous l'influence de nombreux facteurs, et le taux de glutamate dans le plasma sanguin est significatif après une prise,,.
Le glutamate monosodique et l'acide glutamique de manière générale ne pénètrent pas dans le cerveau car trop hydrophile pour passer la barrière hémato-encéphalique[réf. nécessaire].

## Toxicité et controverse
Des études ont été réalisées afin d’expliquer le rôle, les bénéfices et l’innocuité du glutamate monosodique. En 2000, les organismes internationaux et nationaux pour la sécurité des additifs alimentaires considèrent que le glutamate monosodique est inoffensif pour la consommation humaine en tant qu’exhausteur de goût.
Dans des conditions normales, l'être humain peut métaboliser le glutamate, qui présente une très faible toxicité aiguë. La dose létale 50 (DL50) orale des sujets est comprise entre 15 et 18 g/kg de poids corporel chez les rats et les souris respectivement, soit cinq fois plus que la DL50 du sel (3 g/kg chez les rats). Par conséquent, l’apport en glutamate monosodique en tant qu’additif alimentaire et le taux naturel d’acide glutamique dans les aliments ne représentent pas un niveau toxicologique pour les êtres humains.
Un rapport de la Federation of American Societies for Experimental Biology (en) (FASEB, Fédération des sociétés américaines pour la biologie expérimentale) compilé en 1995 pour la United States Food and Drug Administration (FDA, organisme américain de surveillance des aliments et des médicaments) a conclu que le glutamate monosodique est inoffensif lorsqu’il est « absorbé à des taux habituels » et bien qu’il semble y avoir un sous-groupe d’individus apparemment sains répondant au complexe de symptôme du glutamate monosodique lorsqu’ils y sont exposés à 3 g en l’absence d’aliment, le glutamate monosodique n’a été mis en cause, car la liste du complexe de symptôme du glutamate monosodique ne se basait que sur des rapports de témoignages.
Ce rapport indique également qu’il n’existe aucune donnée appuyant le rôle du glutamate dans les maladies chroniques et invalidantes. Une étude clinique multicentrique comparative réalisée en double aveugle n’a pas permis de démontrer la relation entre le complexe de symptôme du glutamate monosodique et la consommation de glutamate monosodique chez les individus qui pensaient réagir de façon indésirable au glutamate monosodique. Aucune corrélation n’a été démontrée, car il n’y a eu que peu de réponses et celles qui existaient étaient incohérentes. Aucun symptôme n’a été observé lorsque du glutamate monosodique a été administré avec des aliments,,,.
Le contrôle adéquat du biais expérimental comprend une étude expérimentale contrôlée par placebo réalisée en double aveugle et l’application en gélules en raison de l’arrière-goût puissant et unique des glutamates. Dans une étude réalisée par Tarasoff et Kelly (1993), 71 participants à jeun ont reçu 5 g de GMS, puis ont pris un petit déjeuner normal. Il n’y a eu qu’une seule réaction, et ce fut une réaction au placebo chez un individu qui s’est déclaré sensible au GMS. Dans une étude différente réalisée par Geha et al. (2000), la réaction de 130 sujets ayant signalé une sensibilité au GMS a été testée. Plusieurs essais CCPDA ont été réalisés et seuls les sujets présentant au moins deux symptômes ont pu poursuivre. Seuls deux individus dans toute l’étude ont répondu aux quatre éléments. En raison de cette faible prévalence, les chercheurs ont conclu que la réponse au GMS n’était pas reproductible.
D’autres essais ayant étudié si le GMS provoquait l’obésité ont donné des résultats mitigés,. Plusieurs études ont examiné un lien anecdotique entre le GMS et l'asthme ; les preuves actuelles ne vont pas dans le sens d’une association de cause à effet.
Comme les glutamates sont d’importants neurotransmetteurs dans le cerveau humain, jouant un rôle clé dans l’apprentissage et la mémoire, une étude réalisée par des neurologues est actuellement en cours pour examiner les effets secondaires éventuels du GMS dans les aliments, mais aucun résultat concluant n’a été trouvé en faveur d’un quelconque rapport.
Il est soupçonné de provoquer des dommages rénaux, de favoriser la formation des plaques amyloïdes chez le rat, et d'être excitotoxique. Ces affirmations sont remises en question et les résultats restent contrastés.
L'acide glutamique est dans la classe des composés chimiques des excitotoxines, dont un dosage élevé chez les animaux a montré des effets nocifs sur certaines régions du cerveau non-protégées par la barrière hémato-encéphalique et qu'une variété de maladies chroniques peut en résulter due à cette neurotoxicité,. Il y a débat chez les scientifiques sur ces résultats depuis les années 1970, quand John Olney trouva que de fortes concentrations en acide glutamique entraînaient des lésions au cerveau chez de jeunes souris. Le débat est complexe et s'est focalisé principalement si, oui ou non, l'augmentation de la concentration du glutamate dans le plasma sanguin par ingestion de dose classique de glutamate est suffisante pour causer une neurotoxicité, et si les humains ont la même sensibilité à l'acide glutamique que celle observée chez les animaux testés.
Aux Rencontres de la Society for Neuroscience en 1990, les délégués avaient une opinion partagée sur les effets neurotoxiques et l'excitotoxicité des acides aminés trouvés dans les additifs alimentaires tel les glutamates comme le glutamate monosodique entre autres.
Certains scientifiques pensent que les humains et les singes ne sont pas aussi sensibles aux excitotoxines que la famille des rongeurs et donc qu'il n'y a pas de souci à se faire sur l'acide glutamique comme additif alimentaire,. Ils se sont mis d'accord sur le fait que les effets d'une combinaison d'excitotoxines d'additifs alimentaires doit être pris en compte et que des mesures du taux d'acide glutamique dans le plasma sanguin après ingestion de glutamate monosodique et d'aspartame démontre qu'il n'y a pas d'effets indésirables.
D'autres scientifiques, tel John Olney, pensent que les primates sont aussi sensibles aux effets nocifs des excitotoxines et que l'humain concentre ces excitotoxines dans le sang même encore plus que chez les autres animaux. Basées sur ces recherches, ils disent que l'humain est même de 5 à 6 fois plus sensible à ses effets nocifs que chez les rongeurs. Ils sont d'accord sur le fait que l'utilisation du glutamate monosodique ne fait pas beaucoup augmenter les taux d'acide glutamique chez les adultes, cependant ils sont alarmés par les effets potentiels chez les enfants et sur les effets potentiels à long terme (maladie neurodégénérative) de petites et moyennes variations de niveau d'excitotoxines dans le plasma. D'ailleurs les fonctions du cerveau et la perméabilité de la barrière hémato-encéphalique du cerveau chez l'enfant ne sont pas les mêmes que chez les adultes.
Le glutamate monosodique peut entraîner un comportement addictif.

### Syndrome du restaurant chinois
Le « complexe de symptôme du glutamate monosodique » était à l’origine appelé « syndrome du restaurant chinois » lorsque de façon anecdotique Robert Ho Man Kwok a signalé les symptômes qu’il a présentés après avoir mangé un repas chinois aux États-Unis. Kwok a suggéré plusieurs causes à ces symptômes, dont la teneur en alcool due à la cuisine au vin, la teneur en sodium ou l’assaisonnement avec du glutamate monosodique. Mais le glutamate monosodique est devenu le point de mire et les symptômes lui ont depuis été associés. L’effet du vin ou de la teneur en sel n’ont jamais été étudiés. Au fil des années, la liste des symptômes non spécifiques s’est allongée, ne se fondant que sur des faits anecdotiques.